# Kriminal
Kriminal v pogovornem jeziku pomeni neko nezakonito dejanje, ki je kaznovano s strani države. Pojem "kriminal" nima v novem kazenskem pravu  nekakšne splošne oziroma enostavne definicije, čeprav je v sodobnem kazenskem pravu večkrat uporabljena. Najbolj popularen vidik kriminala je, da je izraz ustvarjen s strani pravne države, z drugimi besedami, neko dejanje je zaznamovano kot kriminal v primeru, da ga za takšnega določi pristojno pravo. Večkrat predlagana definicija kriminala oziroma kaznivega dejanja se glasi, da je kriminal škodljivo dejanje ne samo do individualne osebe, ampak tudi do družbe in države. Takšna dejanja (kriminalna dejanja) so zato prepovedana in kaznovana s strani prava.
Pojem, ki se izraža kot umor, posilstvo in kraja je prepovedano po vsem svetu. Kaj točno je kaznivo dejanje je opredeljeno v kazenskem pravu vsake države. Medtem ko ima večina držav katalog kaznivih dejanj, ki se imenuje kazenski zakonik, še vedno obstaja nekaj takšnih običajno pravnik držav, kjer takšen zakon ne obstaja.
Država (vlada), ima moč, da strogo omeji posameznikovo svobodo, če le ta stori kaznivo dejanje. S tem si država tudi jemlje pravico, do poseganja v človekove pravice in svoboščine. V sodobnih državah obstajajo različni postopki, kot so preiskovanje in sojenje, za prepoznavo določenega dejanja kot kriminalno dejanje. Če je storilec spoznan za krivega je le ta lahko obsojen na kaznovanje v obliki odškodnine (globe) , delo v skupnosti ali če je narava njihovega dejanja bila hujše oblike tudi na zaporno kazen, dosmrtno ječo (v določenih državah) in v nekaterih državah tudi usmrtitev.
Po navadi je kriminal opredeljen kot "dejanje s katerim storiš kaznivo dejanje" (avtus reus), ki ga mora (z nekaterimi izjemami) spremljati "namen povzročitve nekaj kaznivega" (mens rea).
Medtem ko vsak zločin krši zakon, se vsaka kršitev zakona ne šteje kot kaznivo dejanje. Kršitve zasebnega prava (Odškodninska odgovornost in kršitve pogodb) niso avtomatično kaznovane s strani države, vendar jih je mogoče uveljaviti v pravdnem postopku.

## Pregled
Ko se medsebojni odnosi in sankcije dokažejo kot neučinkoviti  za  vzpostavitev želenega družbenega reda, lahko država uvede bolj formalne oziroma strožje sisteme družbenega nadzora. Z institucionalnim in pravnim strojem, s katerim razpolagajo, lahko država prisili prebivalstvo, da se drži določenih zakonov (kodeksov) in v primeru da se teh predpisov prebivalstvo ne drži, jih lahko država kaznuje.
Organi imajo na razpolago različne mehanizme za doseganje želenega redu (spodbuja ali kaznuje) določena vedenja. Pravne in administrativne agencije lahko kodificirajo določena pravila v sistem prava (zakonodajo) in policijo, da se lahko zagotovi da so državljani v skladu s temi zakoni. Namen zakonodajalcev in skrbnikov je , da odvračajo in preprečujejo kriminal. Poleg tega, državni organi zagotovijo vsa potrebna sredstva in sankcije, ki so zapisani v kazenskopravnem sistemu. Pravne sankcije, se močno razlikujejo po državah; vključujejo lahko (na primer) zapor začasnega odvzema prostosti (pripor) ali pogojno kazen, lahko pa tudi strožje kot je na primer smrtna kazen ali doživjenski zapor brez možnosti pogojnega izpusta.

## Etimologija
Beseda kriminal izhaja iz latinske besede cernō, ki pomeni "sem se odločil, jaz sem presodil". Prvotno naj bi latinsko ime crīmen pomenilo "obsodbo" oziroma "stisko". 

## Kategorizacija
Uporabljajo se naslednje kategorije kaznivih dejanj, ki so bili uporabljeni v pravnem smislu:
- napad zoper osebo,
- nasilen napad,
- spolno nasilje,
- napad zoper premoženje.

Raziskovalci, so na svoj način razvrstili zločine, poleg tistih naštetih v zgornjem odstavku poznamo še naslednje kategorije:	
- ponarejanje, sleparstvo, kraja identitete[3],
- strelno in drugo nevarno orožje[4],
- kazniva dejanja zoper državo/politična kazniva dejanja[5],
- škodljive ali nevarne droge[6],
- kazniva dejanja zoper vero[7],
- kazniva dejanja zoper pravosodje/dejanja zoper javno pravo[8],
- javni red in mir[9],
- poslovanje, finančni trgi in plačilne nesposobnosti[10],
- kazniva dejanja zoper javno moralo in javni red[11],
- cestni promet[12],
- zarote, napeljevanje in poskus storitve kaznivega dejanja[13],
- mladoletno prestopništvo,
- kriminal brez žrtve.